# Aire urbaine de Saint-Dié-des-Vosges
L'aire urbaine de Saint-Dié-des-Vosges est une aire urbaine française centrée sur l'unité urbaine de Saint-Dié-des-Vosges, sous-préfecture des Vosges. Composée de 37 communes, elle comptait 52 133 habitants en 2012. En 1999, elle était composée de 34 communes.

## Composition
Lors de la redéfinition des aires urbaines effectué par l'INSEE en 2011, celle de Saint-Dié-des-Vosges a perdu deux communes (Ban-de-Sapt et Lubine) désormais considérées comme multipolarisées, et en a gagné six : Plainfaing et Fraize ajoutés au pôle urbain et La Grande-Fosse, La Croix-aux-Mines, Hurbache et Wisembach aux communes de la couronne.
| Nom                          | Code Insee | Statut           | Superficie (km2) | Population (dernière pop. légale) | Densité (hab./km2) |
| ---------------------------- | ---------- | ---------------- | ---------------- | --------------------------------- | ------------------ |
| Saint-Dié-des-Vosges (siège) | 88413      |                  | 46,15            | 19 324 (2022)                     | 419                |
| Anould                       | 88009      |                  | 24,23            | 3 262 (2022)                      | 135                |
| Ban-de-Laveline              | 88032      |                  | 26,45            | 1 163 (2022)                      | 44                 |
| Ban-sur-Meurthe-Clefcy       | 88106      |                  | 45,04            | 961 (2022)                        | 21                 |
| Bertrimoutier                | 88054      |                  | 3,72             | 312 (2022)                        | 84                 |
| Le Beulay                    | 88057      |                  | 2,4              | 90 (2022)                         | 38                 |
| La Bourgonce                 | 88068      |                  | 16,56            | 862 (2022)                        | 52                 |
| Coinches                     | 88111      |                  | 5,69             | 349 (2022)                        | 61                 |
| Combrimont                   | 88113      |                  | 5,21             | 137 (2022)                        | 26                 |
| La Croix-aux-Mines           | 88120      |                  | 16,8             | 456 (2022)                        | 27                 |
| Denipaire                    | 88128      |                  | 7,02             | 250 (2022)                        | 36                 |
| Entre-deux-Eaux              | 88159      |                  | 8,47             | 509 (2022)                        | 60                 |
| Fraize                       | 88181      |                  | 15,59            | 2 849 (2022)                      | 183                |
| Frapelle                     | 88182      |                  | 4,55             | 199 (2022)                        | 44                 |
| Gemaingoutte                 | 88193      |                  | 3,9              | 152 (2022)                        | 39                 |
| La Grande-Fosse              | 88213      |                  | 6,79             | 130 (2022)                        | 19                 |
| Hurbache                     | 88245      |                  | 9,93             | 291 (2022)                        | 29                 |
| Lesseux                      | 88268      |                  | 2,94             | 138 (2022)                        | 47                 |
| Lusse                        | 88276      |                  | 19,49            | 361 (2022)                        | 19                 |
| Mandray                      | 88284      |                  | 12,36            | 590 (2022)                        | 48                 |
| Nayemont-les-Fosses          | 88320      |                  | 8,91             | 776 (2022)                        | 87                 |
| Neuvillers-sur-Fave          | 88326      |                  | 5,12             | 357 (2022)                        | 70                 |
| Nompatelize                  | 88328      |                  | 6,91             | 535 (2022)                        | 77                 |
| Pair-et-Grandrupt            | 88341      |                  | 4,58             | 491 (2022)                        | 107                |
| La Petite-Fosse              | 88345      |                  | 5,04             | 84 (2022)                         | 17                 |
| Plainfaing                   | 88349      |                  | 38,56            | 1 592 (2022)                      | 41                 |
| Provenchères-et-Colroy       | 88361      | commune nouvelle | 19,13            | 1 299 (2022)                      | 68                 |
| Raves                        | 88375      |                  | 4,02             | 480 (2022)                        | 119                |
| Remomeix                     | 88386      |                  | 4,73             | 435 (2022)                        | 92                 |
| Sainte-Marguerite            | 88424      |                  | 5,55             | 2 253 (2022)                      | 406                |
| Saint-Jean-d'Ormont          | 88419      |                  | 5,29             | 128 (2022)                        | 24                 |
| Saint-Léonard                | 88423      |                  | 14,57            | 1 379 (2022)                      | 95                 |
| Saint-Michel-sur-Meurthe     | 88428      |                  | 15,54            | 1 794 (2022)                      | 115                |
| La Salle                     | 88438      |                  | 4,71             | 398 (2022)                        | 85                 |
| Saulcy-sur-Meurthe           | 88445      |                  | 16,37            | 2 319 (2022)                      | 142                |
| Taintrux                     | 88463      |                  | 31,69            | 1 450 (2022)                      | 46                 |
| Wisembach                    | 88526      |                  | 11,3             | 428 (2022)                        | 38                 |

### L'aire urbaine en 1999
D'après la définition qu'en a donné l'INSEE lors du découpage des aires urbaines de 1999, l'aire urbaine de Saint-Dié était composée de 34 communes, situées dans les Vosges. Ses 45 708 habitants faisaient d'elle la 144e aire urbaine de France. Sept communes de l'aire urbaine appartenaient à son pôle urbain, l'unité urbaine de Saint-Dié-des-Vosges. Le tableau suivant détaille la répartition de l'aire urbaine sur le département (les pourcentages s'entendent en proportion du département) :
| Département | Communes | Communes (%) | Superficie (km²) | Superficie (%) | Population (1999) | Population (%) |
| ----------- | -------- | ------------ | ---------------- | -------------- | ----------------- | -------------- |
| Vosges      | 34       | 6,6          | 423,85           | 7,2            | 45 708            | 12,0           |